# 1881年尼科巴群島地震
1881年尼科巴群島地震是在印度英屬時期、1881年12月31日發生的強烈地震，震央位於卡爾尼科巴島地底。該地震主震共有兩次，其中一次之地震矩規模達7.9级，並引發了海嘯。該地震可能是有紀錄以來首次使用工具估計破裂參數（rupture parameters）的地震。

## 地質背景
尼科巴群島由20餘個位於印度洋地區火山弧上的火山島組成，地處印澳板塊與緬甸板塊交界處間的隱沒帶，印澳板塊在此處以歪斜的角度隱沒入緬甸板塊下方，形成一巨大的碰撞隱沒邊界；加上大蘇門答臘斷層經此處海域延伸至安達曼海一帶的中洋脊，使附近地區頻發地震。本次地震震央位於卡爾尼科巴島地底，地點與於21世紀初發生的大型逆衝區地震蘇門答臘－安達曼地震（印度洋大地震）幾乎相同。

## 震害情況
儘管本次地震規模頗大，不過僅有安達曼-尼科巴群島管轄區首府布萊爾港的一些營房與煙囪等石造建築及震央卡爾尼科巴島一帶的木造屋舍損毀、可可樹樹林倒塌，部分地區並出現砂湧現象；沒有任何調查及報告資料顯示有人員傷亡。

## 地震特性
| 部分地區地震烈度（EMS-98） |                    |
| 地震烈度                   | 地點               |
| VII                        | 卡爾尼科巴島       |
| VI                         | 布萊爾港           |
| V                          | 清奈               |
| IV                         | 班達亞齊、可倫坡   |
| III                        | 加爾各答           |
| II                         | 加德滿都、門格洛爾 |

### 地震
本次地震透過測量海嘯的高度及抵達時間，測得最大地震矩規模7.9级、震區約5,200,000平方公里（2,000,000平方英里），印度、緬甸及蘇門答臘等地都能感知得到。據研究顯示，本次地震共出現兩次主震，其中較大的一次讓一塊面積約150×60公里的陸塊向東傾滑了20°、位移量達2.7公尺，另外還有位於該陸塊北方的一小片區域向東傾滑了15°、位移量達0.9公尺；兩次主震的地震矩規模（MW）分別為7.9级及7.0级。

### 海嘯
由於早先由印度政府進行的地理測繪計畫大三角測量計畫於孟加拉灣周圍設置了验潮仪，因而得以精確的測量海嘯抵達時間與規模。當時測得海嘯反應的验潮仪共有11台，其中10台位於印度本土，透過電報機與當地時間同步；1台位於布萊爾港，透過與精密手錶連接同步時間。本次地震引發的海嘯最高高度紀錄於納加帕蒂南測得，達1.22公尺（4.0英尺）高。